# Wilhelm Stemmermann
Wilhelm Stemmermann (Rastatt, 23 ottobre 1888 – Čerkasy, 18 febbraio 1944) è stato un generale tedesco della Wehrmacht durante la seconda guerra mondiale che ha comandato l'XI.Armeekorps. gli è stata conferita la Croce di Cavaliere della Croce di Ferro con Fronde di Quercia. Stemmermann fu ucciso il 18 febbraio 1944 mentre tentava di rompere l'accerchiamento sovietico durante la Battaglia di Korsun', e gli fu conferita postuma la cui citata Croce di Cavaliere.